# Laurentiuskirche (Maichingen)

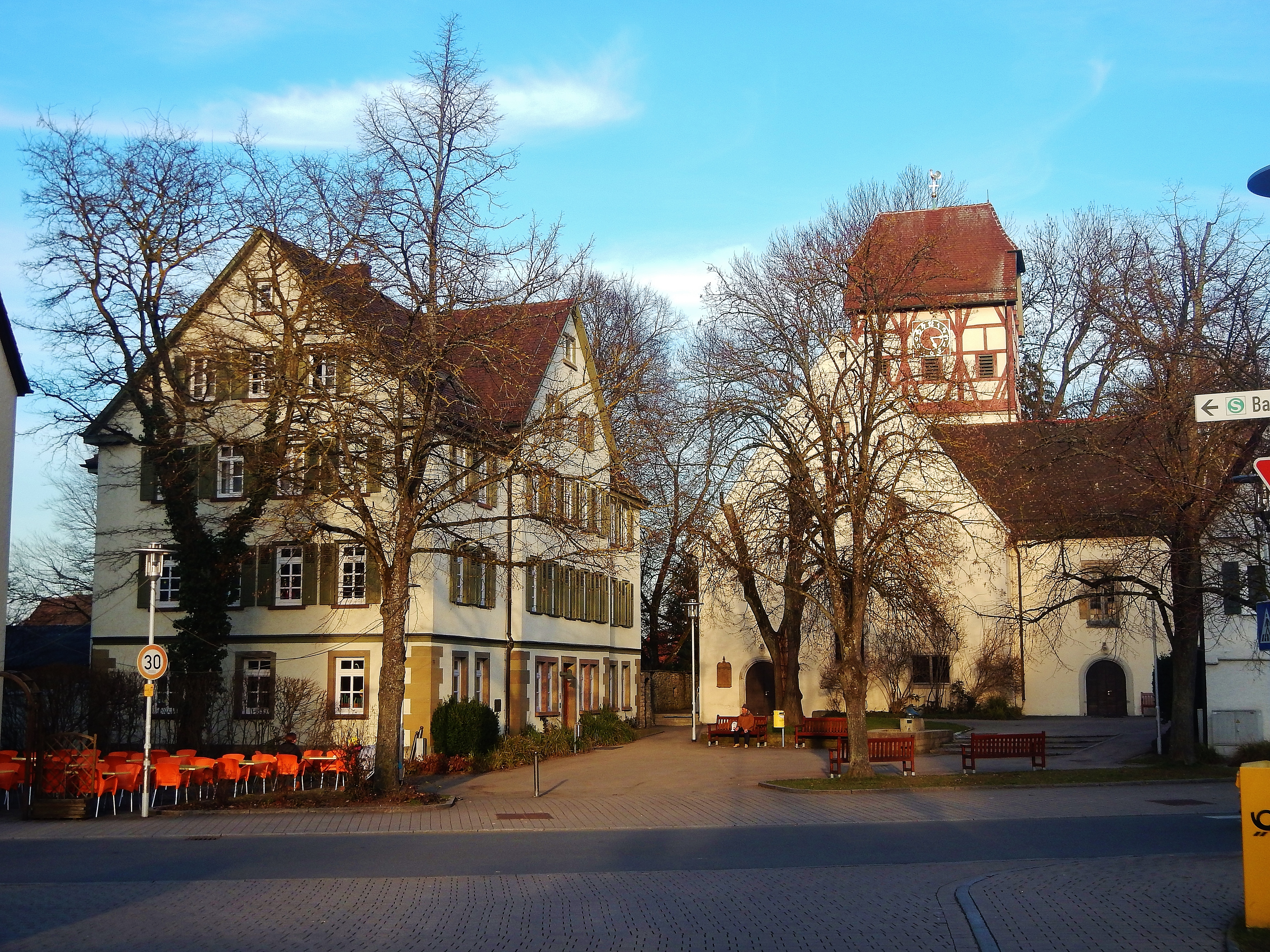
Laurentiuskirche in Maichingen

Die evangelische Laurentiuskirche steht in Maichingen, einem Stadtteil von Sindelfingen im Landkreis Böblingen in Baden-Württemberg. Das Bauwerk ist beim Landesamt für Denkmalpflege Baden-Württemberg als Baudenkmal eingetragen. Die Kirchengemeinde gehört zum Kirchenbezirk Böblingen der Evangelischen Kirche in Württemberg.

## Beschreibung
Die Saalkirche besteht aus dem 1609 gebauten Langhaus, an dessen Südwand 1929 ein Anbau angefügt wurde, und dem Chorturm im Osten, der von einer um 1100 errichteten Wehrkirche stammt. Er wurde im 15. Jahrhundert mit einem Geschoss aus Holzfachwerk aufgestockt, das die Turmuhr und den Glockenstuhl für vier Kirchenglocken enthält, und mit einem Krüppelwalmdach bedeckt.
Die Orgel wurde 1757 von Philipp Heinrich Hasenmeyer gebaut.

## Orgel
Um 1732 wurde in der Kirche eine Orgel eingebaut, welche jedoch schon 1757, aufgrund erheblicher Mängel, durch eine Orgel von Philipp Heinrich Hasenmeyer ersetzt wurde. Auch diese Orgel wurde 1970 durch eine neue, zweimanualige Orgel mit 19 Registern von Kurt Oesterle/Reichenbach an der Fils ersetzt, welche auf der Westempore aufgestellt wurde. Der Prospekt der Hasenmeyer-Orgel wurde im Chor aufgestellt. Die Disposition der neuen Oesterle-Orgel lautet wie folgt:
| I Rückpositiv C–g³ |       |
| Gedeckt 0          | 8′    |
| Rohrflöte          | 4′    |
| Octave             | 2′    |
| Spitzquinte        | 1 ⁄3′ |
| Sesquialter II     | 2 ⁄3′ |
| Zimbel III         | 1′    |
| Tremulant          |       |

| II Hauptwerk C-g³ |       |
| Quintade          | 16′   |
| Flöte             | 8′    |
| Prinzipal         | 4′    |
| Koppelflöte       | 4′    |
| Nasat             | 2 ⁄3′ |
| Terz              | 1 3⁄5 |
| Mixtur IV         | 2′    |

| Pedal C–f1 |        |
| Subbass    | 16′    |
| Oktavbass  | 8′     |
| Choralbass | 4′     |
| Trompete   | 8′     |
| Baßzink    | 5 1⁄3′ |

- Koppeln: I/II, I/P, II/P